# Terceiro molar superior
O Terceiro molar superior é um dente inserido osso maxilar. Em conjunto com o terceiro molar inferior, são conhecidos como Siso.
Esse dente não possui uma forma específica, sendo o dente que mais possui variações quanto a forma.

## Erupção e medida
|              | Início      | Erupção           | Término      |
| Calcificação | 9 anos      | 17 a 25 anos      | 20 a 27 anos |
|              | Total       | Coroa             | Raiz         |
| Comprimento  | 18,0 mm     | 6,8 mm            | 11,2 mm      |
|              | Mesiodistal | Vestibulo-lingual |              |
| Diâmetro     | 9,0 mm      | 11,0 mm           |              |